# Clodesmidt Riani
Clodesmidt Riani   (Rio Casca, 15 d'octubre de 1920 - 4 d'abril de 2024) va ser un líder sindical i polític brasiler.
Va ser diputat estatal entre 1954 i 1964. L'any 1963 va promore la vaga general més gran de la història del Brasil, mobilitzant més de 700.000 treballadaors. Va ser destituït després del cop d'estat de 1964, i fou detingut i torturat pel règim. Després de l'amnistia general, va tornar a la vida sindical i va tornar a ser escollit diputat estatal. Amic de l'expresident de la República João Goulart, Clodesmidt Riani va representar el Brasil a les conferències internacionals del treball i va ser un actor clau en la creació de la paga extraordinària al país. Va ser president del sindicat Comando Geral dos Trabalhadores (CGT).